# Conophorus atratulus
Conophorus atratulus är en tvåvingeart som först beskrevs av Friedrich Hermann Loew 1872.  Conophorus atratulus ingår i släktet Conophorus och familjen svävflugor. Inga underarter finns listade i Catalogue of Life.